# Kauã Elias
Kauã Elias Nogueira (Uberlândia, 28 maggio 2006) è un calciatore brasiliano, attaccante dello Šachtar.

## Carriera

### Club
Kauã Elias è cresciuto nel settore giovanile del Fluminense, con cui ha firmato il primo contratto professionistico nel 2021. Ha esordito in prima squadra il 26 maggio 2023 nell'incontro di Coppa Libertadores perso 1-0 contro il The Strongest e nell'ottobre seguente è stato inserito nella lista dei migliori sessanta calciatori nati dopo il 2006 stilata da The Guardian.
Nel gennaio del 2024 ha rinnovato il contratto fino al 2026 con il club carioca ed è stato promosso in pianta stabile in prima squadra. Il 28 marzo seguente ha rinnovato ulteriormente fino al 2029.

### Nazionale
Nel 2023 ha vinto il campionato sudamericano Under-17 laureandosi capocannoniere assiame a Claudio Echeverri e Rayan.

## Statistiche

### Presenze e reti nei club
Statistiche aggiornate al 24 maggio 2025.
| Stagione          | Squadra           | Campionato        | Campionato | Campionato | Coppe nazionali | Coppe nazionali | Coppe nazionali | Coppe continentali | Coppe continentali | Coppe continentali | Altre coppe | Altre coppe | Altre coppe | Totale | Totale | Totale |
| Stagione          | Squadra           | Comp              | Pres       | Reti       | Comp            | Pres            | Reti            | Comp               | Pres               | Reti               | Comp        | Pres        | Reti        | Pres   | Reti   |        |
| ----------------- | ----------------- | ----------------- | ---------- | ---------- | --------------- | --------------- | --------------- | ------------------ | ------------------ | ------------------ | ----------- | ----------- | ----------- | ------ | ------ | ------ |
| 2023              | Fluminense        | A/RJ+A            | 0          | 0          | CB              | 0               | 0               | CL                 | 1                  | 0                  | Cmc         | -           | -           | 1      | 0      |        |
| 2024              | Fluminense        | A/RJ+A            | 4+30       | 0+6        | CB              | 3               | 1               | CL                 | 6                  | 0                  | RS          | -           | -           | 43     | 7      |        |
| gen.-feb. 2025    | Fluminense        | A/RJ+A            | 3+0        | 1+0        | -               | -               | -               | -                  | -                  | -                  | -           | -           | -           | 3      | 1      |        |
| Totale Fluminense | Totale Fluminense | Totale Fluminense | 7+30       | 1+6        |                 | 3               | 1               |                    | 7                  | 0                  |             | -           | -           | 47     | 8      |        |
| feb.-giu. 2025    | Šachtar           | PL                | 9          | 0          | CU              | 1               | 1               | -                  | -                  | -                  | -           | -           | -           | 10     | 1      |        |
| Totale carriera   | Totale carriera   | Totale carriera   | 46         | 7          |                 | 4               | 2               |                    | 7                  | 0                  |             | -           | -           | 57     | 9      |        |

## Palmarès

### Club

#### Competizioni nazionali
- Coppa d'Ucraina: 1

Šachtar: 2024-2025

#### Competizioni internazionali
- Coppa Libertadores: 1

Fluminense: 2023

### Nazionale
- Campionato sudamericano Under-17: 1

Ecuador 2023

### Individuale
- Capocannoniere del Sudamericano Under-17

2023 (5 reti)